# Trolleybus de Lecce
Le réseau de trolleybus de Lecce compte depuis 2012 deux lignes desservant la ville de Lecce en Italie.

## Réseau actuel

### Aperçu général
- 29: Via Francesco Calasso - Centre ville - Gare de Lecce
- 30/31: Gare de Lecce - Via Francesco Calasso

En juin 2022, les itinéraires ont été renumérotés, la route 27 devenant S13, la route 29 devenant M1 et la circulaire 30/31 (dans le sens inverse des aiguilles d'une montre/horaire) devenant respectivement C3 et C2.

### Matériel roulant
Le réseau est exploité avec 12 Van Hool A330T bimode 